# 鳥城里站
鳥城站（：／ Joseong yeok */?）是慶全線沿線的一座鐵路車站，位於韓國全羅南道寶城郡鳥城面，有無窮花號列車停靠。

## 历史
- 1930年12月25日：落成使用，车站名称为鳥城里站[1]。
- 1988年5月21日：改為現在名稱[2]。

## 相鄰車站
韓國鐵道公社
慶全線
筏橋－鳥城－禮堂